# Robert Faucher
Robert J. Faucher is een Amerikaans diplomaat. Hij was meermaals viceconsul en plaatsvervangend ambassadeur in landen als Suriname, Nederland, België, Luxemburg en Ierland. In de jaren 2010 was hij directeur van verschillende instellingen van het Amerikaanse ministerie van Buitenlandse Zaken. Hij is begin 2023 beoogd ambassadeur van de Verenigde Staten in Suriname.

## Biografie
Robert Faucher werd geboren in Landstuhl in de Duitse deelstaat Rijnland-Palts en groeide op in Phoenix in de Amerikaanse staat Arizona. Hij slaagde voor verschillende academische graden: in 1980 als bachelor in Engels, in 1983 als doctor in de rechten en in 1984 voor een Master of Business Administration, in alle gevallen een onderdeel van de Arizona State University. Daarna volgde hij nog twee studies van een jaar en slaagde in 1994 voor een master in Europees recht aan de Universiteit van Edinburgh en in 2005 voor een master in nationale veiligheid aan het National War College in Washington D.C.
Faucher kwam in 1985 in dienst van het Amerikaanse ministerie van Buitenlandse Zaken. Hij werd uitgezonden naar het buitenland en was viceconsul en plaatsvervangend ambassadeur in landen als Suriname, Nederland, België, Luxemburg en Ierland. In Paramaribo was hij van 1986 tot 1988 viceconsul en van 2002 tot 2004 plaatsvervangend ambassadeur. Faucher beheerst het Nederlands en Frans.
In kantoren bij de Verenigde Naties was hij van 2013 tot 2015 directeur van gespecialiseerde en technische agentschappen en vervolgens tot 2017 voor politieke zaken. Aansluitend was hij directeur voor West-Europese en Euraziatische zaken op het ministerie en van februari 2019 tot augustus 2022 plaatsvervangend assistent-secretaris van het Bureau of Conflict and Stabilization Operations.
Op 8 juni 2022 kondigde president Joe Biden hem aan als opvolger van Karen Williams als ambassadeur in Suriname. Hij werd eind december 2022 beëdigd door het het Amerikaanse ministerie en overhandigde op 31 januari 2023 zijn geloofsbrieven aan president Chan Santokhi.